# Anja Zdovc
Anja Zdovc est une joueuse de volley-ball slovène, née le 24 août 1987 à Slovenj Gradec (Carinthie). Elle mesure 1,85 m et joue au poste de réceptionneuse-attaquante.

## Clubs
| Club                   | De        | À         |
| ---------------------- | --------- | --------- |
| OK NKBM Branik Maribor | 2002-2003 | 2005-2006 |
| ZOK TPV Novo Mesto     | 2006-2007 | 2007-2008 |
| Melun-La Rochette      | 2008-2009 | 2009-2010 |
| CS Dinamo Bucureşti    | 2009-2010 | 2009-2010 |
| Istres OPVB            | 2010-2011 | 2011-2012 |
| Béziers Volley         | 2012-2013 | 2012-2013 |
| PA Venelles            | 2013-2014 | 2015-2016 |
| AO Thiras              | 2016-2017 | 2016-2017 |
| Rote Raben Vilsbiburg  | 2017-2018 | …         |

## Palmarès
- Championnat de Slovénie
  - Finaliste : 2003, 2004, 2006, 2008
- Coupe de Slovénie (1)
  - Vainqueur : 2003
  - Finaliste : 2005, 2006, 2007
- Championnat de France
  - Finaliste : 2013